# Genaro Hernandez
Genaro Hernandez (* 10. Mai 1966 in Los Angeles, Kalifornien, USA; † 7. Juni 2011) war ein US-amerikanischer Boxer mexikanischer Abstammung im Superfedergewicht. Er war Normalausleger und wurde von seinem Bruder Rudy Hernandez trainiert. 

## Karriere
Am 22. November im Jahr 1991 trat er gegen den Franzosen Daniel Londas um den vakanten Weltmeistergürtel des Verbandes WBA an und besiegte ihn durch technischen K. o. in Runde 9. Diesen Gürtel verteidigte er insgesamt acht Mal in Folge. Am 9. September 1999 verlor er ihn durch Aufgabe in der 6. Runde an Óscar de la Hoya.
Im März 1997 bezwang er Azumah Nelson durch geteilte Punktentscheidung und errang dadurch den Weltmeistertitel der WBC. Diesen Titel verteidigte er dreimal und verlor ihn am 3. Oktober 1998 an Floyd Mayweather Jr. Dieser Kampf war zugleich sein letzter.